# Campo Alegre (paroisse civile)
Pour les articles homonymes, voir Campo Alegre.
Campo Alegre est l'une des quatre paroisses civiles de la municipalité de San Rafael de Carvajal dans l'État de Trujillo au Venezuela. Sa capitale est Campo Alegre.